# トーマス・A・ジャガー
トーマス・A・ジャガー（Thomas Augustus Jaggar、1871年1月24日 - 1953年1月17日）は、アメリカ合衆国の火山学者・地球科学者。ハワイ火山観測所の創設者及び初代所長である。
ペンシルベニア州フィラデルフィア生まれ。ハーバード大学で1897年に博士号を得た。はじめ実験室でマグマの挙動を解明する実験をおこなっていたが、フィールド観察の必要性を痛感するようになった。
1902年にモントセラトのスーフリエール・ヒルズとウィンドワード諸島のプレー山の火山災害の調査にアメリカ合衆国が派遣した科学者の1人となった。アメリカ海軍とナショナルジオグラフィック協会の援助を受けて、噴火開始の13日後には噴煙の漂うマルティニークの海岸に上陸した。その後の10年間はイタリアやアリューシャン列島、中央アメリカや日本の地震や火山噴火の現場を調査した。1908年のイタリアのエトナ山付近の地震で12,500人の犠牲者がでたことで、火山と地震の研究に対して強い使命感をもった。
1909年にハワイに自費で渡り、キラウエア火山に最初の火山観測所を造ることを決意した。ローリン・A・サーストンの援助でホノルルの実業家たちから資金を得て、1年以内にハワイ火山研究協会を創設し、小さな火山観測所を設立した。1912年にはマサチューセッツ工科大学の支援を得て、新たにハワイ火山観測所を創立した。ハワイ火山観測所は1919年より気象局が運営し、1924年からはアメリカ地質調査所が運営を引き継いだ。ジャガーは1940年までハワイ火山観測所の所長を務めた。
1987年にキラウエアのカルデラの西側火口縁にトーマス・A・ジャガー博物館が開館した。